# Estação Rautatientori
Rautatientori (em sueco:  Järnvägstorget, em inglês:  Central Railway Station) é uma estação das 30 estações da linha única do Metro de Helsínquia. Oferece ligação à estação ferroviária central de Helsínquia e ao asematunneli, um túnel com espaços comerciais e ligação aos centros comerciais Citycenter e Forum, bem como aos armazéns Sokos.
É uma das três estações da rede que têm um nome em inglês:26 §2.5.2, utilizado em placas, mapas e anúncios aos passageiros.
Das três, é a única cujo nome em inglês não é uma tradução dos outros nomes, que se referem a uma das praças adjacentes à estação ferroviária, e não à estação em si.